# Jan Derksen (psycholoog)
Johannes Jacobus Lambertus (Jan) Derksen (1953) is een Nederlands klinisch psycholoog. Hij is als universitair hoofddocent psychodiagnostiek verbonden aan de Radboud Universiteit Nijmegen en als hoogleraar psychodynamische psychotherapie aan de Vrije Universiteit Brussel.

## Studie en werk
Derksen studeerde tot 1973 journalistiek aan de School voor Journalistiek in Utrecht. In Nijmegen studeerde hij psychologie, sociologie en filosofie. In 1978 studeerde hij af aan de Radboud Universiteit Nijmegen, waar hij in 1983 een doctoraat behaalde met een proefschrift over indicatiestelling voor psychotherapie. In 2013 behaalde hij nog een master in de psychofarmacologie aan de New Mexico State University in Las Cruces.
Na zijn studie klinische psychologie vond Derksen werk aan de Radboud Universiteit, eerst als docent en daarna als universitair hoofddocent. Vanaf 1998 werd hij ook hoogleraar de Vrije Universiteit Brussel. Naast zijn universitaire bezigheden is hij werkzaam in een eigen privé-psychologenpraktijk en schrijft hij over actuele wetenschappelijke en maatschappelijke onderwerpen voor NRC Handelsblad, de Volkskrant en Trouw. Verder is hij actief voor diverse discussiefora en geeft hij adviezen in het populairwetenschappelijk tijdschrift Psychologie Magazine.

## Deskundigheid en opvattingen
Derksen was betrokken bij de groei van de eerstelijnspsychologie in Nederland. Hij is eveneens gespecialiseerd in de descriptieve en structurele diagnostiek van de borderline-persoonlijkheidsstoornis. In de jaren 1980-90 deed hij onderzoek naar persoonlijkheidsstoornissen. Hij leidde ook het normerings- en valideringsonderzoek van de MMPI-2, de MMPI-A, de MMPI-RF en de Bar-On eq-i-test voor emotionele intelligentie.
In de pers verkondigt Derksen regelmatig eigenzinnige opvattingen. Zo kantte hij zich tegen de natuurwetenschappelijke benadering van de psychologie en pleitte hij voor meer ruimte voor de filosofie. Ook leverde hij kritiek op de toegenomen interesse van psychologen voor hersenonderzoek ten koste van theorieontwikkeling over psychische patronen. Over de geestelijke gezondheidszorg stelt hij dat er te veel mensen hulp zoeken en bovendien voor minder ernstige stoornissen dan voorheen. Het wegvallen van vertrouwde structuren zoals de kerk of andere ideologische kaders en het minder uiten van emoties zouden hierbij een rol spelen. Volgens Derksen is de klassieke psychoanalyse achterhaald, maar hij is wel voorstander van kortdurende therapievormen die eruit zijn voortgekomen. Daarbij zet hij zich af tegen andere eigentijdse benaderingen zoals de cognitieve gedragstherapie, de oplossingsgerichte therapie, EMDR en de acceptance and commitment therapy, die in zijn ogen te weinig met emoties werken.
In een interview met Nieuwsuur bepleitte hij een voorstander te zijn voor Freefights. Freefights zijn gevechten tussen 2 groepen bestaande uit meestal hooligans die tegen elkaar gaan vechten. Derksen noemt het een goede uitlaatklep voor deze mannen en een oplossing waarbij niets wordt vernield en geen onschuldige mensen betrokken raken. Mensen zoals deze hooligans hebben volgens Derksen deze uitlaatklep nodig.

## Publicaties
- 2018: Preventie psychische aandoeningen. Voorkom de etikettenregen.Houten: Bohn Stafleu van Loghum.
- 2017: met: Akkerveeken, P.F. van. Klachten, symptomen en gedrag: Een wetenschappelijkgefundeerde benadering van de patiënt. Alphen a/d Rijn: Mijnbestseller.nl
- 2017: Descriptieve en structurele psychologische diagnostiek. Een psychodynamische benadering. Nijmegen PEN Tests Publisher.
- 2016: Psychologische diagnostiek in de GGZ. Nijmegen: PEN Tests Publisher.
- 2015: Iedereen een psychische aandoeningen? Een visie op 35 jaar ambulante GGZ. Utrecht: De Tijdstroom.
- 2012: Bevrijd de psychologie uit de greep van de hersenmythe. Amsterdam: Bert Bakker.
- 2010: De woorden om het te zeggen. Psychotherapie voor psychotherapeuten. Amsterdam: Bert Bakker.
- 2009: Het narcistisch ideaal. Opvoeden in een tijd van zelfverheerlijking. Amsterdam: Bert Bakker.
- 2007: Zijn wij wel narcistische genoeg? Over het ontstaan van onze lentecultuur als gevolg van gewijzigde vroegkinderlijke condities. Nijmegen: PEN Tests Publisher.

- Bibsys: 90848695
- Bibliothèque nationale de France: cb130905313 (data)
- CiNii: DA09184911
- Gemeinsame Normdatei: 172851114
- International Standard Name Identifier: 0000 0000 8089 1966
- Library of Congress Control Number: n82063020
- NARCIS: PRS1273130
- Nationale Bibliotheek van Israël: 987007459872405171
- Nederlandse Thesaurus van Auteursnamen: 069629749
- Virtual International Authority File: 9983397
- WorldCat: E39PBJxxkBtghQBjkCdxRFFHYP